# Engerling
Engerling – niemiecki zespół muzyczny grający bluesa i rock. Powstał w 1975 roku jako Engerling Blues Band w Berlinie Wschodnim z inicjatywy klawiszowca, kompozytora i wokalisty Wolframa Bodaga oraz perkusisty Rainera Lojewskiego.
Grupa wydała ponad 10 albumów autorskich oraz DVD z koncertem jubileuszowym zorganizowanym z okazji 25-lecia zespołu, a także 6 płyt z amerykańskim wokalistą Mitchem Ryderem, któremu regularnie towarzyszy w jego europejskich trasach. Kilkukrotnie z zespołem Engerling występowała Magda Piskorczyk.

## Skład zespołu
- Wolfram "Boddi" Bodag (wokal, instrumenty klawiszowe, harmonijka)
- Heiner Witte (gitara)
- Manne Pokrandt (gitara basowa) – od 1986
- Hannes Schulze (perkusja) – od 2005

## Dyskografia

### Engerling
Single
- "Da hilft kein Jammern"/"Der Zug oder Die weiße Ziege" (1977)
- "Schwester Bessies Boogie"/"Mama Wilson" (1977)
- "Knüppel aus dem Sack"/"Nachtliedchen" (1980)

LP
- Engerling Blues (1978)
- Tagtraum (1981)
- So oder so (1989)

Albumy
- So oder so (1989/1997)
- Egoland (1992)
- Amiga Doppelpack (1994)
- Engerling live (1994)
- KOMM VOR (1997)
- Engerling spielt Stones (1998)
- 25 Jahre Engerling (2000)
- Die Original-Alben (2005)
- 35 Jahre Engerling – Das Jubiläumskonzert 2010 (2010)
- 40 Jahre Unterwegs Jubiläumskonzert 2015 (2015)

DVD
- 25 Jahre Engerling Jubiläumskonzert DVD (2007)

### Mitch Ryder & Engerling
Albumy
- Rite of Passage (1994)
- The Old Man Springs a Boner (live 2002)
- A Dark Caucasian Blue (2004)
- The Acquitted Idiot (2006)
- You Deserve My Art (2008)
- Air Harmonie. Live in Bonn 2008 (2009)
- It’s Killing Me Live 2012 (2013)

DVD & wideo
- Live in Berlin Franzclub (1994)
- Mitch Ryder at Rockpalast (2004)